# Cabrespine
Cabrespine (occitanisch: Cabrespina) ist eine französische Gemeinde mit 179 Einwohnern (Stand 1. Januar 2022) im Département Aude der Region Okzitanien in Frankreich. Seine Einwohner nennt man Cabrespinois.

## Lage
Das kleine Dorf Cabrespine liegt rund 25 Kilometer nordöstlich von Carcassonne in einer Höhe von etwa 310 Metern ü. d. M. Es liegt nahe beim Regionalen Naturpark Haut-Languedoc (Parc naturel régional du Haut-Languedoc) am Rand der Montagne Noire, tief ins Tal der Clamoux geduckt, die vom Pic de Nore in malerischen Schluchten herabfällt und geradewegs nach Süden zum Orbiel fließt. Es gehört zur Landschaft des Minervois und zum Weinbaugebiet des Cabardès.

## Bevölkerungsentwicklung
| Jahr      | 1968 | 1975 | 1982 | 1990 | 1999 | 2006 | 2017 |
| Einwohner | 190  | 218  | 192  | 193  | 195  | 188  | 176  |

Zu Beginn des 19. Jahrhunderts war Cabrespine eine bedeutende Gemeinde mit vielen wohlhabenden Händlern und Handwerkern. Im Jahr 1851 zählte man in Cabrespine mehr als 850 Einwohner. Doch die Reblauskrise und die Mechanisierung der Landwirtschaft führten zu einem Bevölkerungsrückgang, welcher erst in den letzten Jahrzehnten zum Stillstand gekommen ist.

## Wirtschaft
Die Bewohner Cabrespines lebten lange Zeit als Selbstversorger von der Landarbeit, wozu natürlich auch der Weinbau gehörte – die auf dem Gemeindegebiet produzierten Rot-, Rosé- und Weißweine werden über die Appellationen Aude, Languedoc, Pays Cathare, Minervois und Pays d’Oc vermarktet. Aber auch Baumkulturen wie Esskastanien und Oliven sowie der Feldbau mit Weizen und Kartoffeln spielen eine wichtige Rolle. Wegen der Wolle, des Käses und des Fleisches züchtete man auch Schafe und Ziegen. Von drei jährlichen Märkten war der am ersten Augustmontag stattfindende, der durch einen königlichen Erlass von 1845 begründet wurde, dem Handel mit Wolltieren und mit Fassdauben aus Kastanienholz gewidmet.
Heute jedoch ziehen in die erhaltene Dorfstruktur neue Einwohner. Ob sie nun nur kurze Zeit im Sommer oder das ganze Jahr über hier sind, sie wollen jedenfalls wieder einen Sommer oder sogar einen Teil ihres Lebens im Dorf verbringen.

## Geschichte
Zur Zeit der römischen Eroberung verliefen durch Cabrespine Nebenstraßen zur Via Domitia, die Eisenerzgruben der Ausbeutung zugänglich machten. Die Bergwerke waren lange Zeit aufgelassen und wurden dann im letzten Jahrhundert wieder betrieben. Heute sind davon noch Abbauhalden und Verbindungsgänge übrig.
Cabrespine (aus lat. caput spina, dt. etwa 'Dornenspitze') gehörte seit der Zeit Karls des Großen und bis zur französischen Revolution zur Abtei Sainte-Marie de Lagrasse. 814 erwähnt ein Statut von Ludwig dem Frommen, dass sich in Cabrespine eine cella befinde, ein Filialkloster, mit der die Abtei Lagrasse die eigene Überbelegung minderte und die Überwachung der örtlichen Domäne durch die wenigen Mönche möglich wurde, die dort Wohnung nahmen. Heute sind vom Gebäude nur noch einige zunehmend unkenntliche Ruinen übrig.
Zur Karolingerzeit bestanden zwei Kirchengebäude: die Kapelle zur Gnädigen Mutter Gottes, neben dem heutigen Friedhof, mit einer Mauer als einzig verbliebenem Überrest, und die Sankt-Peters-Kirche. Von deren altem Bau in romanischem Stil ist nur noch eine weiße, im Stil der Merowingerzeit behauene Marmorplatte vorhanden, die in der heutigen, 1753 an derselben Stelle erbauten Nachfolgekirche aufgestellt ist.
Es gab eine Burg, von ihr blieben nur einige auf 1035, also die Kapetingerzeit, datierte Bruchstücke. Ursprünglich eine Königsburg, hatte Simon IV. de Montfort sie 1217 als Buße für seine Missetaten der Abtei Lagrasse gestiftet. Nachdem sie um 1327 an die Krone zurückgefallen war, wurde sie nacheinander von den Hugenotten angegriffen und 1584 von den Katholiken zurückerobert.

## Sehenswürdigkeiten
- Von der bereits im Jahr 1035 erwähnten Burg (château) stehen nur noch wenige Reste. Während der  Albigenserkreuzzüge (1209–1229) kam sie in die Hände der Abtei Sainte-Marie de Lagrasse. Um das Jahr 1327 wurde sie Krondomäne und in den Hugenottenkriegen (1568–1592) wurden sie von beiden Parteien gleichermaßen zerstört.

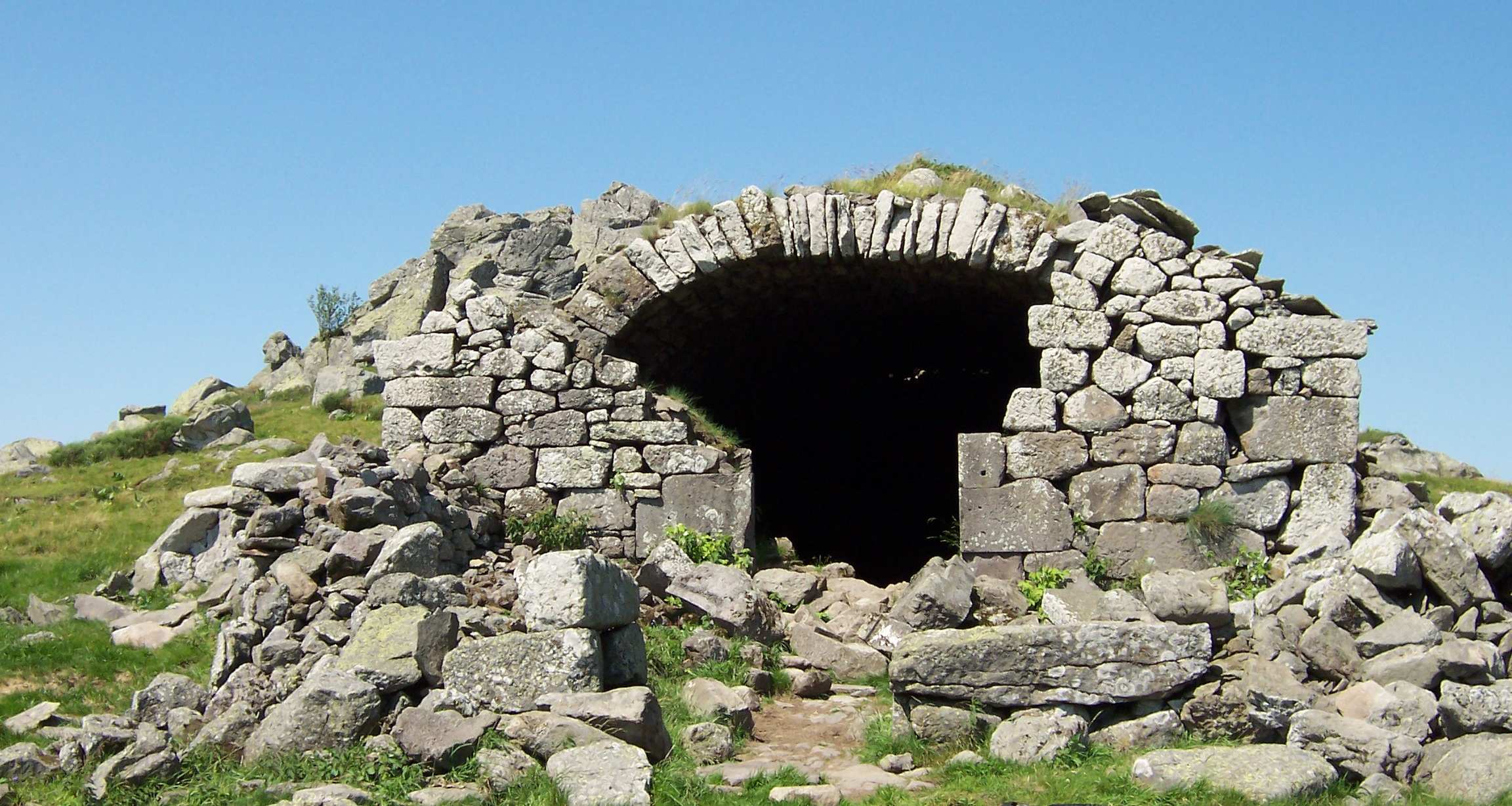
Sennhütte in den Bergen bei Cabrespine

- Die Pfarrkirche (Église Saint-Pierre-ès-Liens) ist ein Bau des 18. Jahrhunderts. Mehrere aus dieser Zeit stammende Ausstattungsgegenstände sind geschützt (→ Weblink).
- Die große Höhle von Cabrespine (Gouffre de Cabrespine) war schon im 16. Jahrhundert bekannt, wurde jedoch erst im Jahr 1970 wiederentdeckt; sie liegt oberhalb des Ortes und kann seit 1988 in Teilen besichtigt werden. Bemerkenswert sind einige Steinformationen aus Aragonit, die es in dieser Größe nur hier gibt. In der Höhle wurden auch Hinweise auf eine vorgeschichtliche menschliche Nutzung gefunden.
- In der Umgebung von Cabrespine finden sich die Überreste mehrerer – in Trockenmauerwerkstechnik errichteten – Sennhütten (burons), die als Unterstände der Hirten bei Wind und Regen dienten. Gleichzeitig wurde hier während der heißen Sommermonate Ziegen- und Schafskäse gemacht.

## Persönlichkeiten
- Pierre Duhem (* 1861 in Paris; † 1916 in Cabrespine), französischer Physiker und Wissenschaftstheoretiker/-historiker